# José Gonçalves de Almeida
José Gonçalves de Almeida (? — ?) foi um político brasileiro.
Foi eleito  deputado estadual, à 22ª Legislatura da Assembleia Legislativa do Rio Grande do Sul, de 1893 a 1897.